# Высоцкий, Влодзимеж
Влодзимеж Высоцкий (пол. Włodzimierz Wysocki, Владимир Викентьевич Высоцкий; 1846, село Романов — 11 августа 1894, Киев) — поэт польского происхождения, живший в Российской империи, фотограф-художник.

## Биография
В 1873 году Влодзимеж Высоцкий открыл в Киеве фотоателье. Уже вскоре он получил несколько наград на различных фотовыставках, титул фотографа  Киевского университета Св. Владимира и Двора Её Императорского Высочества Великой Княгини Александры Петровны, стал вице-президентом Киевского технического общества. Фотоателье Высоцкого размещалось в центре города, на углу Крещатика и Лютеранской, и имело славу одного из лучших в Киеве. Как ученик Высоцкого начинал свою карьеру известный впоследствии фотограф и кинематографист А.К. Федецкий, работавший в его ателье в 1880 — 1886 годах.

Высоцкий был также известен как поэт, представитель «украинской школы» в польской поэзии. Значительная часть его стихотворений посвящена исторической тематике, особенно временам расцвета Речи Посполитой. Крупнейшие его произведения — поэмы «Ляшка» (1883) и «Оксана» (1891). Высоцкий был знаком с крупнейшими представителями украинской литературы: Лесей Украинкой, Иваном Франко, Оленой Пчилкой. По словам Франко, 
Произведения брата Влодзимежа являются образцом дружбы друг к другу и взаимного уважения народа Польши и украинского народа. Мы всю историю прожили рядом и надо нам быть братьями и друзьями на все новые времена
Похоронен на польском участке Байкова кладбища. В настоящее время его могила сровнена с землёй.